# Корнієнко Євген Анатолійович
Євге́н Анато́лійович Корніє́нко (5 березня 1992 — 12 серпня 2014) — солдат 25-ї окремої повітрянодесантної бригади Збройних сил України, учасник російсько-української війни.

## З життєпису
Народився 1992 року в селі Підгородне (за іншими даними — в місті Дніпро). 2005-го закінчив 7 класів дніпропетровської ЗОШ № 142, у 2007 році — 9 класів ЗОШ № 1 міста Підгородне. 2011 року — Дніпропетровський індустріальний коледж за спеціальністю «монтаж і експлуатація електроустаткування електростанцій і енергосистем» та здобув кваліфікацію технік-електрик. В 2010—2011 роках проходив виробничу практику на посаді електромонтера по ремонту та обслуговуванню електрообладнання електричного цеху ВАТ «ІНТЕРПАЙП Нижньодніпровський трубопрокатний завод». В 201—2012 роках походив службу на посаді курсанта 354-го навчального полку 169-го навчального центру Сухопутних військ Збройних Сил України (військова частина А1048. Старший механік-водій — гранатометник, по тому — механік-водій 21-го батальйону 128-ї бригади (військова частина А1673). 11 жовтня 2012 року звільнений у запас. Працював на посаді електрика дільниці ТзОВ «МАЙСТЕР-БУД» міста Дніпропетровськ.
У квітні 2014-го пішов до військкомату добровольцем. Механік-водій, 25-та окрема повітрянодесантна бригада.
12 серпня 2014 року загинув поблизу Вуглегірська — десантники повертались на базу після виконання бойового завдання — відбиття блокпосту — та потрапили під мінометний обстріл терористів.
15 серпня 2014 року похований в Підгородному. Вдома залишився батько, брат, сестри Юлія і Тоня. Батько Корнієнко Анатолій Петрович — учасник бойових дій.

## Нагороди та вшанування
- 14 листопада 2014 року за особисту мужність і героїзм, виявлені у захисті державного суверенітету та територіальної цілісності України, вірність військовій присязі під час російсько-української війни, відзначений — нагороджений орденом «За мужність» III ступеня (посмертно).
- Вшановується 13 серпня на щоденному ранковому церемоніалі вшанування українських захисників, які загинули цього дня у різні роки внаслідок російської збройної агресії[1].
- Його портрет розміщений на меморіалі «Стіна пам'яті полеглих за Україну» у Києві: секція 2, ряд 2, місце 39.
- 6 травня 2016 року у місті Підгородне на фасаді будівлі НВК № 1 та 8 травня 2019 року в місті Дніпро на фасаді будівлі Дніпровського індустріального коледжу, де навчався Євген Корнієнко, йому відкриті меморіальні дошки.